# Mexidrilus obtusus
Mexidrilus obtusus is een ringworm uit de familie van de Naididae. De wetenschappelijke naam van de soort is voor het eerst geldig gepubliceerd in 1992 door Erséus.